# Departamento Rosario de Lerma
Das Departamento Rosario de Lerma liegt im Zentrum der Provinz Salta im Nordwesten Argentiniens und ist eine der 23 Verwaltungseinheiten der Provinz.
Es grenzt im Norden an die Provinz Jujuy, im Osten an das Departamento La Caldera, das Departamento Capital und das Departamento Cerrillos, im Süden an das Departamento Chicoana und im Westen an das Departamento Cachi und das Departamento La Poma.
Die Hauptstadt des Departamento ist das gleichnamige Rosario de Lerma.

## Städte und Gemeinden
Das Departamento Rosario de Lerma ist in folgende Gemeinden (Municipios) aufgeteilt:
- Campo Quijano
- Rosario de Lerma
- Cachiñal
- Chorrillos
- Diego de Almagro
- El Alisal
- Gobernador M. Solá
- Incahuasi
- Ingeniero Maury
- La Silleta
- Las Cuevas
- Meseta
- Puerta Tastil
- Santa Rosa de Tastil
- Tacuara
- Villa Angélica